# WTA Swiss Open 1977
Il WTA Swiss Open 1977 è stato un torneo di tennis giocato sulla terra rossa. È stata l'8ª edizione del torneo, che fa parte dei Tornei di tennis femminili indipendenti nel 1977. Si è giocato a Gstaad in Svizzera, dal 4 al 10 luglio 1977.

## Campionesse

### Singolare
Lesley Hunt ha battuto in finale  Helen Gourlay con il punteggio di 4–6, 7–5, 6–1

### Doppio
Helen Gourlay /  Rayni Fox hanno battuto in finale  Mary Carillo /  Lesley Hunt con il punteggio di 6–0, 6–4